# Commune fusionnée de Zell
Pour les articles homonymes, voir Zell.
La commune fusionnée de Zell  est une municipalité allemande située dans le land de Rhénanie-Palatinat et l'arrondissement de Cochem-Zell.